# La Petite Rivière (vattendrag i Kanada, Québec, lat 45,84, long -71,11)
La Petite Rivière är ett vattendrag i Kanada.   Det ligger i provinsen Québec, i den sydöstra delen av landet, 400 km öster om huvudstaden Ottawa. La Petite Rivière ligger vid sjön Lac Saint-François.
I omgivningarna runt La Petite Rivière växer i huvudsak blandskog. Runt La Petite Rivière är det mycket glesbefolkat, med 6 invånare per kvadratkilometer.